# Жемайтите, Виктория
Виктория Жемайтите (лит. Viktorija Žemaitytė; род. 11 марта 1985, Каунас), в замужестве Валюкевичене (лит. Valiukevičienė) — литовская легкоатлетка, специалистка по многоборьям. Выступала на профессиональном уровне в 2001—2014 годах, чемпионка Универсиады в Бангкоке, чемпионка Европы среди молодёжи, победительница и призёрка первенств национального значения, участница летних Олимпийских игр в Пекине. Также является чемпионкой Литвы в беге на 100 метров с барьерами и прыжках в высоту.

## Биография
Родилась 11 марта 1985 года в Каунасе, Литовская ССР. Окончила Литовский спортивный университет.
Впервые заявила о себе на международном уровне в сезоне 2001 года, когда вошла в состав литовской сборной и выступила на юношеском мировом первенстве в Дебрецене, где в зачёте семиборья закрыла десятку сильнейших.
В 2003 году на чемпионате Литвы в Каунасе одержала победу в беге на 100 метров с барьерами и в прыжках в высоту, в семиборье стартовала на юниорском европейском первенстве в Тампере, став пятой.
В 2004 году на юниорском мировом первенстве в Гроссето завоевала серебряную медаль в семиборье.
В 2005 году в той же дисциплине стала четвёртой на молодёжном европейском первенстве в Эрфурте и шестой на Всемирной Универсиаде в Измире.
На чемпионате Европы 2006 года в Гётеборге с результатом в 5694 очка заняла итоговое 23-е место.
В 2007 году с личным рекордом в 6219 очков одержала победу на молодёжном европейском первенстве в Дебрецене, также была лучшей на Универсиаде в Бангкоке.
Благодаря череде удачных выступлений удостоилась права защищать честь страны на летних Олимпийских играх в Пекине — выступила в пяти дисциплинах семиборья, после чего снялась с соревнований.
В 2009 году принимала участие в чемпионате Европы в помещении в Турине, показав в программе пятиборья шестой результат.
В 2011 году в семиборье стала серебряной призёркой на Универсиаде в Шэньчжэне.
Завершила спортивную карьеру по окончании сезона 2014 года.